# Abtei Poulangy

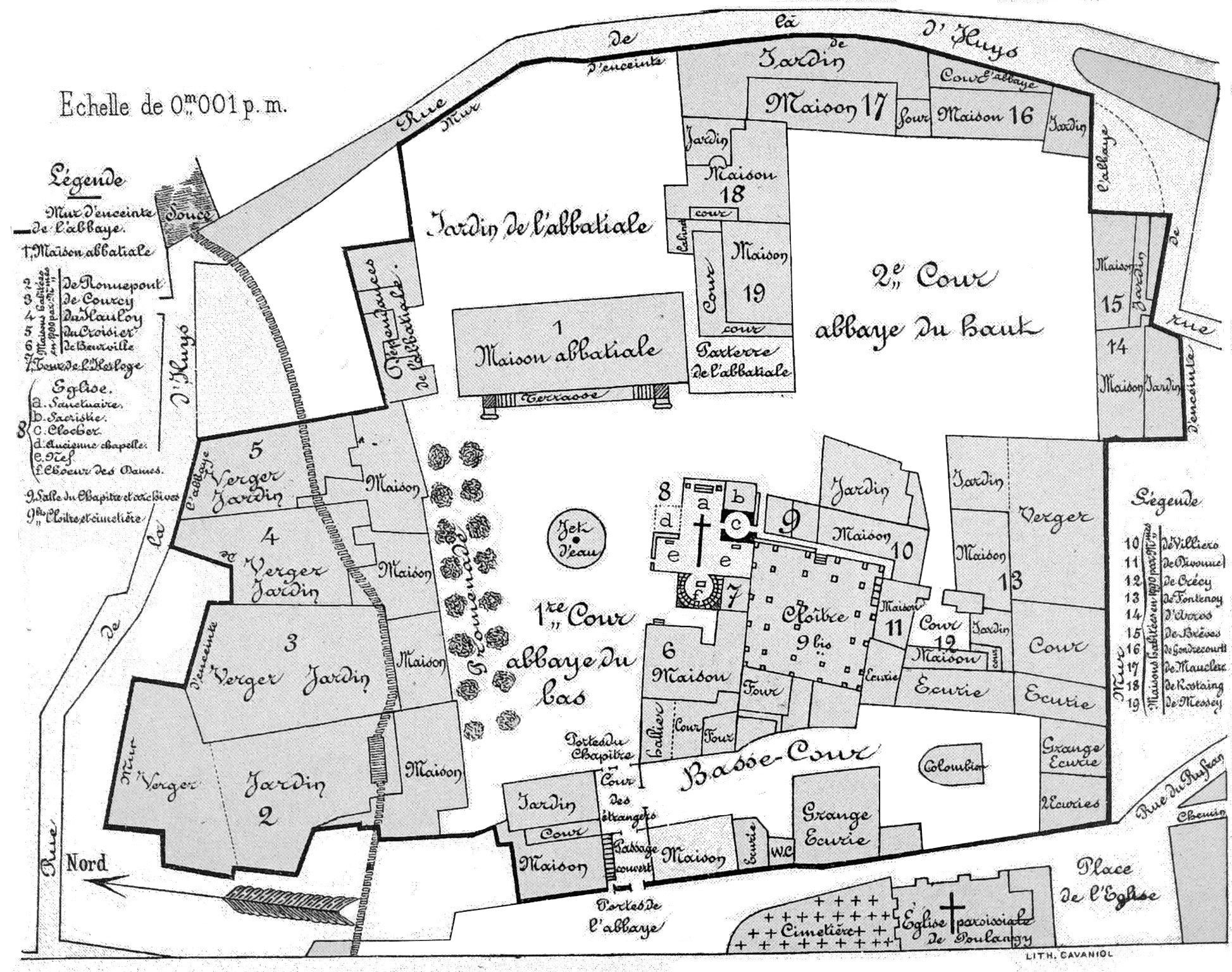
Planskizze der ehemaligen Abtei (1789)

Die Abtei Poulangy (auch: Poulangey oder Poullengy; Patrozinium: Saint-Pierre) war ein während der Französischen Revolution zerstörtes Benediktinerinnenkloster in Poulangy im Département Haute-Marne, Frankreich. In den Jahren von 1147 bis 1233 war die Abtei ein Zisterzienserinnenkloster.

## Geschichte
Das Benediktinerinnenkloster Saint-Pierre von Poulangy, östlich von Chaumont, wurde im 11. Jahrhundert gegründet. Godefroy de la Rochetaillée, der Bischof von Langres, der ein Verwandter des heiligen Bernhard von Clairvaux, Zisterzienser und erster Abt des Klosters Fontenay gewesen war, wandelte es im Jahr 1147 in ein Zisterzienserinnenkloster um, indem er Adeline, Bernhards Nichte, als Äbtissin einsetzte. Der Konvent kehrte jedoch im Jahr 1243 in seinen früheren Status zurück. Das Kloster bestand als Abbaye Royale de Poulangy bis zu seiner Auflösung durch die Französische Revolution. Die Mystikerin Aszelina von Boulancourt lebte vorübergehend in Poulangy.

## Architektur
Die Abtei war von einer Mauer umgeben, an der entlang zumeist Kloster- und Wirtschaftsgebäude standen; auch die Klostergärten befanden sich hier. Die kleine einschiffige Abteikirche stand in der Mitte der Anlage; südlich schlossen sich der Kapitelsaal (salle capitulaire) und der Kreuzgang (cloître) an. Größtes Gebäude innerhalb des Mauerrings war der barocke Äbtissinenpalast, hinter dem sich ein eigener Garten befand.